# 因島市
因島市（いんのしまし）は、かつて広島県にあった市。その領域は瀬戸内海に浮かぶ因島や細島、小細島の全部分および生口島の一部にわたっていた。
廃藩置県前は大部分が備後国に属したが、生口島の領域は安芸国に属していた。なお、藩政期では安芸藩となっていた。
2006年1月10日、隣接する豊田郡瀬戸田町と共に尾道市に編入されたことに伴い消滅した。

## 地理

### 山
- 牡蠣山（標高408.1m）
- 奥山（観音山、標高390.5m）
- 天狗山（標高290.5m）…中庄地区にある山。
- 青影山（城山、標高275m）
- 龍王山（権現山、標高243m）
- 白滝山（標高226.9m）…重井地区
- 天狗山（浅間山、標高207.5m）…土生地区にある山。
- 山伏山（標高188.6m）
- 向山（標高183m）
- 大楠山（標高166m）
- 馬神山（標高95.9m）…重井地区

### 川
- 重井川
- 大川

### 島
- 因島
- 生口島の一部、すなわち旧豊田郡東生口村域

本土と陸続きとなっていない有人島
- 細島

本土と陸続きとなっていない無人島
- 小細島
- 地ノ雀島
- 沖ノ雀島
- ハカン島
- 四十島
- 八重子島
- 弁天小島

### 町名
同市被編入日の2006年1月10日以降は、旧来の町名に因島を付加して尾道市の町名を冠する。土生町を例として挙げると、2006年1月10日以降は因島土生町となる。以下に、同市被編入前日までの町名を列挙する。
因島島内
- 土生町（はぶちょう）
- 中庄町（なかのしょうちょう）
- 田熊町（たくまちょう）
- 三庄町（みつのしょうちょう）
- 外浦町（とのうらちょう）
- 鏡浦町（かがみうらちょう）
- 椋浦町（むくのうらちょう）

因島および細島、小細島、地ノ雀島、沖ノ雀島、ハカン島、四十島
- 重井町（しげいちょう）

因島および八重子島
- 大浜町（おおはまちょう）

生口島の一部、すなわち旧豊田郡東生口村域
- 洲江町（すのえちょう）

生口島の一部と弁天小島、すなわち旧豊田郡東生口村域
- 原町（はらちょう）

## 因島市の象徴

### 市章・シンボルマーク
市章の制定年月は1954年5月1日である。造船すなわち船のスクリューと農業の鋤を表徴化したものである。
シンボルマークの制定年月は1993年5月1日である。
波と花と柑橘をモチーフとし、水軍と花、フルーツの島を謳いデザインされたものである。

### 市歌
毎日新聞大阪本社の後援を得て歌詞を懸賞募集し、市章と同時に制定された。作詞・牧由起子、補作・竹中郁、作曲・樋口昌道。日本コロムビアが「因島小唄」とのカップリングでSP盤を製造している。
市の公式サイトでも紹介されていたが、尾道市への編入合併に伴い廃止された。以降も地域の行事では自主的に演奏されることがある。

### 市花
市花は除虫菊で、制定年月は1983年11月12日である。
青い海に映る可憐な白い花が観賞用として市民に親しまれることが所以である。

### 市木
市木はクロガネモチで、制定年月は1983年11月12日である。
鉄の古称であるクロガネは市の主要産業の造船と深い関係があることが所以である。

## 沿革

### 因島市成立以前
- 1889年（明治22年）4月1日 - 市町村制施行。因島市域には当時いずれも御調郡に属する大浜・重井・田熊・中庄・土生・三浦・三庄の各村と豊田郡東生口村が存在した。
- 1918年（大正7年）1月1日 - 土生村が町制施行して土生町になる。
- 1921年（大正10年）6月1日 - 三庄村が町制施行して三庄町になる。
- 1945年（昭和20年）7月29日 - 因島空襲が起きる。死者70名、重軽傷者2名。
- 1948年（昭和23年）5月3日 - 三浦村が三庄町（椋浦）と中庄村（鏡浦・外浦）に分割され、消滅する。
- 1949年（昭和24年）4月1日 - 田熊村が町制施行して田熊町になる。

### 因島市成立以後
- 1953年（昭和28年）5月1日 - 御調郡の田熊・土生・三庄各町および大浜・重井・中庄各村、豊田郡東生口村が対等合併して因島市が成立する。同日、因島市立土生小学校講堂で市庁舎開庁式を挙行[5][2]。
- 1953年（昭和28年）5月17日 - 市制施行後の初選挙である市長と市議会議員のダブル選挙を実施し、市議会を開会[5][6]。
- 1964年（昭和39年）3月 - 因島鉄工業団地協同組合が設立される[2]。
- 1965年（昭和40年）4月 -因島鉄工業団地協同組合の参加事業所工場が操業を開始する[5][2]。
- 1967年（昭和42年）2月 -現在の尾道市役所因島総合支所となっている因島市役所新庁舎を着工する[5][2]。
- 1968年（昭和43年）1月11日 - 因島市役所新庁舎を落成する[5][2]。
- 1968年（昭和43年）1月18日 - 因島市役所新庁舎での執務が開始される[5][2]。
- 1970年（昭和45年） - 因島市の人口が最盛期を迎え、当時の人口は約45,000人となる[要出典]。
- 1983年（昭和58年）12月4日 - 因島大橋が開通し、向島を介して本土と陸続きになる[7]。
- 1987年（昭和62年） - 日立造船が因島から撤退する（その後造船業以外の事業を継続）[要出典]。
- 1991年（平成3年）12月8日 - 生口橋が開通し、生口島と陸続きになる[7]。
- 1999年（平成11年）5月1日 - 西瀬戸自動車道（瀬戸内しまなみ海道）が全通し、四国と橋で結ばれる[8]。
- 2003年（平成15年）3月31日 - 同市市制施行50周年記念により因島市名誉市民条例が制定される[8]。
- 2003年（平成15年）9月22日 - 同市名誉市民に同市出身者である本因坊秀策と久保田権四郎および宮地茂が選定された[8][9]。
- 2004年（平成16年）2月14日 - 大規模な山火事が発生し、瀬戸田町側も含めて391haが消失。広島県の平成年間における最大規模[10]。
- 2006年（平成18年）1月10日 - 隣接する豊田郡瀬戸田町とともに尾道市に編入されて消滅する[8][3]。

### 因島市域の変遷
以下に因島市域の変遷を示す。なお、表中の年月日は町村制および市町村合併による新自治体の施行年月日である。
| 市町村制 施行以前 の郡域 | 市町村制 施行以前 の村域 | 1889年 （明治22年） 04月01日 | 1918年 （大正07年） 01月01日 | 1921年 （大正10年） 06月01日 | 1948年 （昭和23年） 05月03日 | 1949年 （昭和24年） 04月01日 | 1953年 （昭和28年） 05月01日 | 2006年 （平成18年） 01月10日 |
| ------------------------ | ------------------------ | ---------------------------- | ---------------------------- | ---------------------------- | ---------------------------- | ---------------------------- | ---------------------------- | ---------------------------- |
| 御調郡                   | 土生村                   | 土生村                       | 土生町                       | 土生町                       | 土生町                       | 土生町                       | 因島市                       | 尾道市                       |
| 御調郡                   | 田熊村                   | 田熊村                       | 田熊村                       | 田熊村                       | 田熊村                       | 田熊町                       | 因島市                       | 尾道市                       |
| 御調郡                   | 三庄村                   | 三庄村                       | 三庄村                       | 三庄町                       | 三庄町                       | 三庄町                       | 因島市                       | 尾道市                       |
| 御調郡                   | 椋浦村                   | 三浦村                       | 三浦村                       | 三浦村                       | 三庄町                       | 三庄町                       | 因島市                       | 尾道市                       |
| 御調郡                   | 鏡浦村                   | 三浦村                       | 三浦村                       | 三浦村                       | 中庄村                       | 中庄村                       | 因島市                       | 尾道市                       |
| 御調郡                   | 外浦村                   | 三浦村                       | 三浦村                       | 三浦村                       | 中庄村                       | 中庄村                       | 因島市                       | 尾道市                       |
| 御調郡                   | 中庄村                   | 中庄村                       | 中庄村                       | 中庄村                       | 中庄村                       | 中庄村                       | 因島市                       | 尾道市                       |
| 御調郡                   | 大浜村                   | 大浜村                       | 大浜村                       | 大浜村                       | 大浜村                       | 大浜村                       | 因島市                       | 尾道市                       |
| 御調郡                   | 重井村                   | 重井村                       | 重井村                       | 重井村                       | 重井村                       | 重井村                       | 因島市                       | 尾道市                       |
| 豊田郡                   | 洲江村                   | 東生口村                     | 東生口村                     | 東生口村                     | 東生口村                     | 東生口村                     | 因島市                       | 尾道市                       |
| 豊田郡                   | 原村                     | 東生口村                     | 東生口村                     | 東生口村                     | 東生口村                     | 東生口村                     | 因島市                       | 尾道市                       |

## 行政

### 廃止時点での役職
同市が尾道市に被編入となったため編入前日までの任期となった。以下に各役職を列挙する。
- 14代市長…村上和弘[6][11]
- 14代助役…宮地正[11]
- 14代収入役…木村修一[11]
- 13代教育長…宮地康福[11]
- 21代議長…田頭弘美[11]
- 26代副議長…山本正幸[11]

### 歴代の因島市長
| 歴代 | 氏名       | 就任年月日     | 退任年月日     | 脚注                           |
| ---- | ---------- | -------------- | -------------- | ------------------------------ |
| 01代 | 安松延二   | 1953年05月17日 | 1957年04月     | [ 6 ] [ 11 ] [ 注 1 ]          |
| 02代 | 安松延二   | 1957年05月     | 1961年04月     | [ 6 ] [ 11 ] [ 注 2 ]          |
| 03代 | 安松延二   | 1961年05月     | 1963年12月07日 | [ 6 ] [ 11 ] [ 注 2 ] [ 注 3 ] |
| 04代 | 麓新助     | 1964年01月23日 | 1967年03月09日 | [ 6 ] [ 11 ] [ 注 3 ] [ 注 4 ] |
| 05代 | 伊賀常太郎 | 1967年04月28日 | 1971年04月27日 | [ 6 ] [ 11 ]                   |
| 06代 | 伊賀常太郎 | 1971年04月28日 | 1975年04月27日 | [ 6 ] [ 11 ] [ 注 2 ]          |
| 07代 | 伊賀常太郎 | 1975年04月28日 | 1979年04月27日 | [ 6 ] [ 11 ] [ 注 2 ]          |
| 08代 | 平原清     | 1979年04月28日 | 1983年04月27日 | [ 6 ] [ 11 ]                   |
| 09代 | 楠見昭二   | 1983年04月28日 | 1987年04月27日 | [ 6 ] [ 11 ]                   |
| 10代 | 岡野敬一   | 1987年04月28日 | 1991年04月27日 | [ 6 ] [ 11 ]                   |
| 11代 | 岡野敬一   | 1991年04月28日 | 1995年04月27日 | [ 6 ] [ 11 ]                   |
| 12代 | 岡野敬一   | 1995年04月28日 | 1999年04月27日 | [ 6 ] [ 11 ]                   |
| 13代 | 村上和弘   | 1999年04月28日 | 2003年04月27日 | [ 6 ] [ 11 ]                   |
| 14代 | 村上和弘   | 2003年04月28日 | 2006年01月09日 | [ 6 ] [ 11 ] [ 注 5 ]          |

### 平成の大合併
平成の大合併の当初、因島市の市長・村上和弘は、芸予諸島の中核都市「しまなみ市」（仮称）を模索しながら段階的に合併を進めて行く方針だった。まず、島同士ということから因島市の経済圏である愛媛県の上島諸島の4町村との越県合併を試みたが、実現しなかった。
次に生口島の瀬戸田町に対等の新設合併方式を申し入れた。瀬戸田町は因島市と確執を抱えており、町行政はまずは三原市との合併を模索した。しかし、町議会で反対が1票差で上回り、合併交渉は中断された。その後、住民投票の結果を受けて瀬戸田町と因島市の間で協議が行われたが、瀬戸田町議会の決議によって立ち消えになった。
結果的に合併相手のいなくなった因島市と瀬戸田町に対して、尾道市が合併を持ち掛けた。財政難の両市町は尾道市の提案を受け入れ、それぞれ合併協議に入った。尾道市側としては、合併特例債がなければ因島市と瀬戸田町が財政再建団体に転落しかねず、広域行政の中核を担う自治体として看過できなかった。一方で、因島の市民・経済界の間では、海事事務所（国の出先機関）移転など、合併によるデメリットに反発する声も聞かれた。

### 施設
因島警察署
因島消防署

## 地域

### 市名の由来
市の中枢部分のある島の名前から。

### 人口の推移
以下に、国勢調査に基づく人口推移を示す。
| 回 | 西暦   | 世帯数 （世帯） | 人口総数 （人） | 脚注            |
| -- | ------ | --------------- | --------------- | --------------- |
| 07 | 1950年 | 09,135          | 41,960          | [ 1 ] [ 注 6 ]  |
| 08 | 1955年 | 09,092          | 41,164          | [ 1 ] [ 注 7 ]  |
| 09 | 1960年 | 09,736          | 41,502          | [ 1 ]           |
| 10 | 1965年 | 10,284          | 41,128          | [ 1 ]           |
| 11 | 1970年 | 11,193          | 41,729          | [ 1 ]           |
| 12 | 1975年 | 11,877          | 41,683          | [ 1 ]           |
| 13 | 1980年 | 11,671          | 38,579          | [ 1 ]           |
| 14 | 1985年 | 11,729          | 37,239          | [ 1 ]           |
| 15 | 1990年 | 11,113          | 32,640          | [ 1 ]           |
| 16 | 1995年 | 11,073          | 30,300          | [ 1 ]           |
| 17 | 2000年 | 10,999          | 28,187          | [ 1 ]           |
| 18 | 2005年 | 10,863          | 26,677          | [ 14 ] [ 注 8 ] |

なお、尾道市被編入後の2012年における因島市域の人口は、25,673人である。

## 産業
農業ではミカンや八朔などの柑橘類の栽培が行われている。かつては除虫菊の栽培が盛んだったが、産業としての栽培は廃れている。工業では造船業が主力産業である。1960年代後半から1970年代初頭にかけては造船業が盛んだったが、オイルショック以降は不況となり、1987年には日立造船が撤退した（現在は復活）。

### 主要施設
日立造船因島工場、内海造船因島工場

## 交通（2006年1月9日当時）

### 鉄道
同市は、廃止時点において鉄道未通過である。そのため、鉄道を利用するためにはしまなみ海道もしくは航路にて本土に行く必要がある。
新幹線の最寄駅 東京駅、新大阪駅方面
- JR西日本山陽新幹線新尾道駅、しまなみ海道経由である。
  - なお、新尾道駅よりは遠くなるが高速バスの直通する福山駅の方が止まる新幹線の本数が多いことから、福山駅利用者も多い。

博多駅、鹿児島中央駅方面
- JR西日本山陽新幹線三原駅、航路経由である。

在来線の最寄駅 福山駅、岡山駅方面
- JR西日本山陽本線尾道駅、しまなみ海道と航路経由の両方可。

西条駅、広島駅方面
- JR西日本山陽本線三原駅、航路経由である。

松山駅、高松駅方面
- JR四国予讃線今治駅、しまなみ海道と航路経由の両方可。

### バス（島外線）
尾道線（土生港 - 尾道駅・新尾道駅） 福山線〈シトラスライナー〉（土生港 - 福山駅） 広島線〈フラワーライナー〉（土生港 - 広島バスセンター）

### 道路
高規格道路
- 西瀬戸自動車道（瀬戸内しまなみ海道）が市内を通っている。
  - 大浜PA
  - 因島北IC
  - 因島南IC
  - 生口島北IC

国道
- 国道317号

主要地方道
- 広島県道81号生口島循環線

一般県道
- 広島県道120号中庄土生線
- 広島県道366号西浦三庄田熊線
- 広島県道367号中庄重井線
- 広島県道466号向島因島瀬戸田自転車道線

### 航路
土生商船
- 因島 - 三原（高速船・フェリー）

瀬戸田運航
- 瀬戸田 - 因島 - 尾道（快速船）

瀬戸内クルージング
- 弓削島 - 因島 - 尾道（快速船）[注 9]

芸予観光フェリー
- 因島 - 生名島 - 弓削島 - 佐島 - 伯方島 - 大島 - 今治（快速船）

弓削汽船
- 因島 - 生名島・佐島 - 弓削島（フェリー）

家老渡フェリー汽船
- 因島 - 弓削島（フェリー）

三光汽船
- 因島 - 生口島（フェリー）

三光汽船
- 因島 - 生口島 - 岩城島（フェリー）

長江フェリー
- 因島 - 岩城島（フェリー）

因島市
- 因島 - 細島（フェリー）

## 教育

### 小学校
因島北部
- 因島市立因北小学校[16]
- 因島市立大浜小学校[16][注 10]
- 因島市立重井小学校[16]
- 因島市立田熊小学校[16][注 11]
- 因島市立土生小学校[16][注 11]
- 因島市立三庄小学校[16][注 11]

生口島
- 因島市立東生口小学校[16][注 12]

### 中学校
- 因島市立田熊中学校[16][注 13]
- 因島市立土生中学校[16][注 13]
- 因島市立三庄中学校[16][注 13]

因島北部
- 因島市立因北中学校[16]
- 因島市立重井中学校[16]

生口島
- 瀬戸田町因島市中学校組合立生口中学校[16][注 14]

### 高等学校
広島県立因島高等学校

### 大学
福山大学生命工学部附属内海生物資源研究所

### 専門学校
市内に専門学校はない。

### その他の教育機関
同市廃止時点では、市内にその他の教育機関に該当する教育機関はなかった。しかし、同市が尾道市被編入後に広島県立三原特別支援学校瀬戸田分級が尾道市立大浜小学校跡地に移転した。なお、同校は2012年4月1日に広島県立尾道特別支援学校しまなみ分校と改組された。

### 学校教育以外の施設
- 因島技術センター[18]
- 因島自由大学[19]

### 統廃合および廃止された教育機関
小学校
- 同市被編入時の因島市立因北小学校
  - 因島市立鏡浦小学校[16]
  - 因島市立外浦小学校[16]
  - 因島市立中庄小学校[16]
- 同市被編入時の因島市立三庄小学校
  - 因島市立椋浦小学校[16]

中学校
- 該当なし

高等学校
- 広島県立因島北高等学校[20][16][注 15]

専門学校
- 因島准看護学院[21]

## 電気
才賀藤吉が1912年（明治45年）1月に事業許可をうけ7月因島電気を設立。発電所（瓦斯力、出力30kW）を田熊村に建設し1915年（大正4年）5月事業開始。供給区域は御調郡土生村、三庄村、田熊村のちに御調郡7ヵ村、豊田郡1町6ヵ村、愛媛県越智郡生名村に拡張した。1922年（大正11年）5月に瀬戸内海横断電力に譲渡。

## 名所・旧跡・主な施設
- 白滝山・五百羅漢
- 大浜埼灯台
- 大浜崎キャンプ場
- 因島大橋記念公園
- 因島公園
- 尾道市因島フラワーセンター
- 因島日立グラウンド
- 因島運動公園
- 村上水軍城・史料館
- 本因坊秀策の碑・記念館

## 出身の有名人
- 大場謙吉 - 関西大学教授
- 寺西重郎 - 経済学者、元一橋大学副学長、元イェール大学客員教授
- 岡野久二 - 元同志社女子大学学長
- 宮地茂 - 福山大学と福山平成大学の設立者で、同市と同県福山市の名誉市民。
- 宮地伝三郎 - 生態学者、元日本モンキーセンター所長
- 宮地政司 - 天文学者、元東京天文台長
- 村上弘 - 政治家（元日本共産党委員長）
- 本因坊秀策 - 囲碁の棋士、第14世本因坊跡目で、同市の名誉市民。
- 坂東香菜子 - 将棋女流棋士
- 東ちづる - 女優
- 田窪一世 - 俳優
- 水谷紗彩 - 女優
- 村上ショージ - お笑い芸人。出生地は愛媛県今治市
- 石田好伸 - 山陽放送元アナウンサー
- 吉原敬典 - 経営学者、目白大学経営学部教授・大学院経営学研究科教授、立教大学大学院ビジネスデザイン研究科兼任講師、ビジネスクリエーター研究学会副会長・ホスピタリティマネジメント研究部会会長
- 岡野昭仁（ポルノグラフィティ） - ミュージシャン
- 新藤晴一（ポルノグラフィティ） - ミュージシャン
- 白玉雅己（ポルノグラフィティ元メンバー） - ミュージシャン
- UFO - 音楽グループ
- 湊かなえ - 小説家
- 村上正泰 - 評論家、山形大学大学院医学系研究科教授
- 田名後健吾 - 『将棋世界』編集長
- 須山浩継 - フリーライター（プロレス・格闘技）
- 吉原英雄 - 画家、版画家
- 寺西正司 - 元UFJ銀行頭取、元全国銀行協会会長
- 巻幡展男 - 元関西テレビ放送社長。『服部半蔵 影の軍団』『首都消失』『ラッコ物語』などをプロデュース。
- 山内隆司 - ガンバ大阪社長
- 久保田権四郎 - 大出鋳物の創設者で、株式会社久保田鉄工所の初代社長。同市の名誉市民。
- 麻生文雄 - 総本山醍醐寺座主、三宝院門跡、種智院大学学長、大本山西國寺住職
- 田頭剛 - 元体操日本代表
- 串野真也 - ファッションデザイナー

## 因島市名誉市民

### 概要
2003年（平成15年）3月31日に、同市市制施行50周年記念により因島市名誉市民条例が制定される。
同年9月22日に、実際に3人の同市出身者が選定された。

### 被選定者
| 氏名         | 生没年        | 出身地 | 選定年月日     | 表彰内容                              | 脚注  | 備考                                                                      |
| ------------ | ------------- | ------ | -------------- | ------------------------------------- | ----- | ------------------------------------------------------------------------- |
| 本因坊秀策   | 1829年 1862年 | 外浦町 | 2003年 9月22日 | 同市が囲碁を市技に 選定する礎を創立。 | [ 9 ] | 郷里の石切神社に同人の顕彰碑がある。                                      |
| 久保田権四郎 | 1870年 1959年 | 大浜町 | 2003年 9月22日 | 同市の道路や施設の 建設費用を寄付。   | [ 9 ] | 広島県立尾道特別支援学校しまなみ分校 の敷地内には、同人の記念公園がある。 |
| 宮地茂       | 1914年 2005年 | 土生町 | 2003年 9月22日 | 福山大学と 福山平成大学設立。         | [ 9 ] | 同人は広島県福山市名誉市民でもある。                                      |

## 因島が登場する作品

### 文学作品
- 今東光、『悪名』シリーズ。
- 飛騨俊吾、『エンジェルボール』全4巻。 2015年に発表。 重井、土生、因島三庄町など、全編にわたって因島が舞台。 2016年の第6回広島本大賞（小説部門）を受賞。

### 漫画
- ヒカルの碁：主人公・進藤ヒカルが、姿を消した佐為を探しに因島に来る。

### 映画
- 菊田一夫原作、映画『由起子』 1955年公開
- 今東光原作、映画悪名シリーズの重要な舞台として因島が登場する。
- 男はつらいよ 口笛を吹く寅次郎 1983年公開

### テレビドラマ
- 熱帯夜（フジテレビ、1983年放送） - 須藤英二（演：松田優作）と、その妹マユミ（演：熊谷真実）の故郷。第二夜で因島に一時須藤が帰ることから因島が映る。
- てっぱん（NHK、2010年-2011年放送） - 尾道が主要な舞台であるが、因島三庄町の石田造船が篠宮造船建設という社名で登場する。

### バラエティ番組
- あっぱれ!熟年ファイターズ（広島ホームテレビ） - 頻繁に登場する。

### コンピュータゲーム
- 『信長の野望・武将風雲録』、コーエー、（1988年12月発売）：攻め込んだ国の経路によって古戦場伊予（=因島と島）が登場する。
- 『桃太郎電鉄12 西日本編もありまっせー!』、ハドソン、（PlayStation 2・ニンテンドー ゲームキューブ：2003年12月11日）:因島が物件駅として登場。

## その他

### 電話
市外局番は以下の区分となっている。
2005年2月4日以前
- 因島MA 08452 (2 - 9) 因島市、豊田郡瀬戸田町

2005年2月5日以後
- 因島MA 0845 (20 - 39) 因島市、豊田郡瀬戸田町

### 郵便
- 同市廃止時点において、郵便物の集配は以下の郵便局が行っていた[27][注 16]。

- 重井郵便局 : 722-21xx
  - 722-2101 : 大浜町
  - 722-2102 : 重井町

- 中庄郵便局 : 722-22xx
  - 722-2211 : 中庄町
  - 722-2212 : 鏡浦町
  - 722-2213 : 外浦町

- 因島郵便局 : 722-23xx
  - 722-2300 : 同市内その他
  - 722-2321 : 椋浦町
  - 722-2322 : 三庄町
  - 722-2323 : 土生町
  - 722-2324 : 田熊町

- 瀬戸田郵便局:722-24xx[注 17]
  - 722-2431 : 洲江町
  - 722-2432 : 原町

### ナンバープレート
自動車や軽自動車、二輪車などは福山市高西町に中国運輸局広島運輸支局福山自動車検査登録事務所や軽自動車検査協会広島主管事務所福山支所があり、同市を福山ナンバーとして統括している。
なお同市被編入時点では、福山ナンバーは中四国9県で唯一県名以外の地名が入ったナンバープレートであった。

### 水道
因島市の上水道の供給は、藤井川上水道企業団、不足する場合に福山市から「友情送水」を受けていた。このため水道料金は高めの価格となっており、1970年時点では広島県で一番高い水道料金（6トンまで450円、以後1トンあたり90円）となっていた。